# Frohen-le-Grand
Frohen-le-Grand is een voormalige gemeente in het Franse departement Somme in de regio Hauts-de-France en telt 174 inwoners (1999). De plaats maakt deel uit van het arrondissement Amiens. In 2007 fuseerde Frohen-le-Grand met Frohen-le-Petit tot de nieuwe gemeente Frohen-sur-Authie.

## Geografie
De oppervlakte van Frohen-le-Grand bedraagt 5,3 km², de bevolkingsdichtheid is 32,8 inwoners per km².